# 3102 Krok
3102 Krok este un asteroid din grupul Amor, descoperit pe 21 august 1981 de Ladislav Brožek.